# Olympische Sommerspiele 2016/Teilnehmer (Haiti)
| Gelbes Symbol für Goldmedaillen mit stilisierten Olympischen Ringen | Graues Symbol für Silbermedaillen mit stilisierten Olympischen Ringen | Braundes Symbol für Bronzemedaillen mit stilisierten Olympischen Ringen |
| ------------------------------------------------------------------- | --------------------------------------------------------------------- | ----------------------------------------------------------------------- |
| —                                                                   | —                                                                     | —                                                                       |

Haiti nahm an den Olympischen Spielen 2016 in Rio de Janeiro teil. Es war die insgesamt 16. Teilnahme an Olympischen Sommerspielen. Das Comité Olympique Haïtien nominierte zehn Athleten in sieben Sportarten.

## Teilnehmer nach Sportarten

### Boxen
| Athleten            | Wettbewerb                  | 1. Runde              | 1. Runde | Achtelfinale  | Achtelfinale  | Viertelfinale | Viertelfinale | Halbfinale    | Halbfinale    | Finale        | Finale        | Rang          |
| Athleten            | Wettbewerb                  | Gegner                | Ergebnis | Gegner        | Ergebnis      | Gegner        | Ergebnis      | Gegner        | Ergebnis      | Gegner        | Ergebnis      | Rang          |
| ------------------- | --------------------------- | --------------------- | -------- | ------------- | ------------- | ------------- | ------------- | ------------- | ------------- | ------------- | ------------- | ------------- |
| Männer              |                             |                       |          |               |               |               |               |               |               |               |               |               |
| Richardson Hitchins | Halbweltergewicht bis 64 kg | Gary Antuanne Russell | 0:3      | ausgeschieden | ausgeschieden | ausgeschieden | ausgeschieden | ausgeschieden | ausgeschieden | ausgeschieden | ausgeschieden | ausgeschieden |

### Gewichtheben
| Athleten       | Wettbewerb       | Reißen  | Reißen | Stoßen  | Stoßen | Zweikampf | Zweikampf | Rang |
| Athleten       | Wettbewerb       | Gewicht | Rang   | Gewicht | Rang   | Gewicht   | Rang      | Rang |
| -------------- | ---------------- | ------- | ------ | ------- | ------ | --------- | --------- | ---- |
| Männer         |                  |         |        |         |        |           |           |      |
| Edouard Joseph | Klasse bis 62 kg | 107 kg  | 14     | —       | —      | 107 kg    | DNF       | —    |

### Judo
| Athleten     | Wettbewerb | 1. Runde   | 1. Runde    | 2. Runde      | 2. Runde      | Viertelfinale | Viertelfinale | Halbfinale / Trostrunde | Halbfinale / Trostrunde | Finale / Platz 3 | Finale / Platz 3 | Rang |
| Athleten     | Wettbewerb | Gegner     | Ergebnis    | Gegner        | Ergebnis      | Gegner        | Ergebnis      | Gegner                  | Ergebnis                | Gegner           | Ergebnis         | Rang |
| ------------ | ---------- | ---------- | ----------- | ------------- | ------------- | ------------- | ------------- | ----------------------- | ----------------------- | ---------------- | ---------------- | ---- |
| Männer       |            |            |             |               |               |               |               |                         |                         |                  |                  |      |
| Josue Deprez | bis 73 kg  | I. Wandtke | 000s1:000s0 | ausgeschieden | ausgeschieden | ausgeschieden | ausgeschieden | ausgeschieden           | ausgeschieden           | ausgeschieden    | ausgeschieden    | 17   |

### Leichtathletik
Laufen und Gehen 
| Athleten       | Wettbewerb   | Runde 1         | Runde 1         | Halbfinale      | Halbfinale      | Finale        | Finale        | Rang |
| Athleten       | Wettbewerb   | Zeit            | Rang            | Zeit            | Rang            | Zeit          | Rang          | Rang |
| -------------- | ------------ | --------------- | --------------- | --------------- | --------------- | ------------- | ------------- | ---- |
| Frauen         |              |                 |                 |                 |                 |               |               |      |
| Mulern Jean    | 100 m Hürden | disqualifiziert | disqualifiziert | ausgeschieden   | ausgeschieden   | ausgeschieden | ausgeschieden | –    |
| Männer         |              |                 |                 |                 |                 |               |               |      |
| Darrell Wesh   | 100 m        | 10,39 s         | 54              | ausgeschieden   | ausgeschieden   | ausgeschieden | ausgeschieden | 54   |
| Jeffrey Julmis | 110 m Hürden | 13,66 s         | 24              | disqualifiziert | disqualifiziert | ausgeschieden | ausgeschieden | 24   |

### Ringen
| Athleten        | Wettbewerb       | 1. Runde       | 1. Runde | Viertelfinale | Viertelfinale | Halbfinale    | Halbfinale    | Hoffnungsrunde Viertelfinale | Hoffnungsrunde Viertelfinale | Hoffnungsrunde Halbfinale | Hoffnungsrunde Halbfinale | Hoffnungsrunde Finale | Hoffnungsrunde Finale | Finale        | Finale        | Rang |
| Athleten        | Wettbewerb       | Gegner         | Ergebnis | Gegner        | Ergebnis      | Gegner        | Ergebnis      | Gegner                       | Ergebnis                     | Gegner                    | Ergebnis                  | Gegner                | Ergebnis              | Gegner        | Ergebnis      | Rang |
| --------------- | ---------------- | -------------- | -------- | ------------- | ------------- | ------------- | ------------- | ---------------------------- | ---------------------------- | ------------------------- | ------------------------- | --------------------- | --------------------- | ------------- | ------------- | ---- |
| Freistil Männer |                  |                |          |               |               |               |               |                              |                              |                           |                           |                       |                       |               |               |      |
| Asnage Castelly | Klasse bis 74 kg | Hassan Yazdani | 0:4      | ausgeschieden | ausgeschieden | ausgeschieden | ausgeschieden | –                            | –                            | Soner Demirtaş            | 0:4                       | ausgeschieden         | ausgeschieden         | ausgeschieden | ausgeschieden | 19   |

### Schwimmen
| Athleten           | Wettbewerb    | Vorlauf | Vorlauf | Halbfinale    | Halbfinale    | Finale        | Finale        | Rang |
| Athleten           | Wettbewerb    | Zeit    | Rang    | Zeit          | Rang          | Zeit          | Rang          | Rang |
| ------------------ | ------------- | ------- | ------- | ------------- | ------------- | ------------- | ------------- | ---- |
| Frauen             |               |         |         |               |               |               |               |      |
| Naomy Grand’Pierre | 50 m Freistil | 27,46 s | 56      | ausgeschieden | ausgeschieden | ausgeschieden | ausgeschieden | 56   |
| Männer             |               |         |         |               |               |               |               |      |
| Frantz Dorsainvil  | 50 m Freistil | 30,86 s | 85      | ausgeschieden | ausgeschieden | ausgeschieden | ausgeschieden | 85   |

### Taekwondo
| Athleten         | Wettbewerb       | Achtelfinale | Achtelfinale | Viertelfinale | Viertelfinale | Hoffnungsrunde Halbfinale | Hoffnungsrunde Halbfinale | Halbfinale    | Halbfinale    | Hoffnungsrunde Finale | Hoffnungsrunde Finale | Finale        | Finale        | Rang |
| Athleten         | Wettbewerb       | Gegner       | Ergebnis     | Gegner        | Ergebnis      | Gegner                    | Ergebnis                  | Gegner        | Ergebnis      | Gegner                | Ergebnis              | Gegner        | Ergebnis      | Rang |
| ---------------- | ---------------- | ------------ | ------------ | ------------- | ------------- | ------------------------- | ------------------------- | ------------- | ------------- | --------------------- | --------------------- | ------------- | ------------- | ---- |
| Frauen           |                  |              |              |               |               |                           |                           |               |               |                       |                       |               |               |      |
| Aniya Louissaint | Klasse bis 67 kg | Haby Niaré   | 4:5          | ausgeschieden | ausgeschieden | Ruth Gbagbi               | 2:7                       | ausgeschieden | ausgeschieden | ausgeschieden         | ausgeschieden         | ausgeschieden | ausgeschieden | 7    |